# Джина Карано
Джи́на Джой Кара́но (англ. Gina Joy Carano; нар. 16 квітня 1982, Даллас, Техас, США) — американська тайська боксерка і боєць змішаного стилю, актриса і фотомодель.

## Біографія
Народилась 16 квітня 1982 року в місті Даллас, США, в родині професійного гравця у американський футбол — квотербека «Даллас Ковбойс» Гленна Карано. 
З дитинства займалась спортом. В студентські роки залишила навчання в університеті, щоб мати змогу розпочати професійну спортивну кар'єру. Маючи в основі любительський досвід в кікбоксингу і муай тай (особистий рекорд 12-1-1), Карано дебютувала у змішаних єдиноборствах. Протягом трьох років вона не мала жодної поразки, і преса оголосила талановиту спортсменку «обличчям MMA серед жінок». Після першої поразки, в бою за вакантний титул чемпіонки світу, Карано залишила виступи і сфокусувалась на зйомках у кіно і співпраці із глянцевими журналами.
Відомі фотосесії Джини Карано:
- для журналу «Maxim» (2008 рік)
- для журналу «Big Biz Magazine» (2008 рік)
- для журналу «ESPN» (жовтень 2009 року)

У 2008 році входила у трійку найпопулярніших людей за кількістю запитів у пошуковій системі «Yahoo!».

## Фільмографія
| Рік       |    | Українська назва   | Оригінальна назва              | Роль                             |
| --------- | -- | ------------------ | ------------------------------ | -------------------------------- |
| 2006      | с  | Бійцівські дівчата | Fight Girls                    | Креш                             |
| 2008      | вг | Red Alert 3        | Command & Conquer: Red Alert 3 | Наташа Волкова (голос)           |
| 2008      | с  |                    | Battlecast Primetime           | один епізод («Live from London») |
| 2009      | в  | Кров та кістка     | Blood and Bone                 | Веретта                          |
| 2011      | ф  | Нокаут             | Haywire                        | Мелорі Кейн                      |
| 2013      | ф  | Форсаж 6           | Fast & Furious 6               | агент Райлі Гікс                 |
| 2013      | вг |                    | Fast and Furious: Showdown     | агент Райлі Гікс (голос)         |
| 2014      | с  | Майже людина       | Almost Human                   | Даніка (один епізод)             |
| 2014      | в  | У крові            | In the Blood                   | Ейв                              |
| 2015      | в  |                    | Heist                          | Кріс                             |
| 2015      | в  | Здобич             | Extraction                     | Вікторія                         |
| 2016      | ф  | Дедпул             | Deadpool                       | Енджел Даст                      |
| 2016      | в  |                    | Kickboxer: Vengeance           | Марсія                           |
| 2018      | в  | Випалена земля     | Scorched Earth                 | Аттіка Ґейґ                      |
| 2019      | ф  | Дочка вовка        | Daughter of the Wolf           | Клер Гемільтон                   |
| 2019      | ф  | Божевілля як метод | Madness in the Method          | Керрі                            |
| 2019—2020 | с  | Мандалорець        | The Mandalorian                | Кара (Карасинтія Дьюн)           |

## Статистика в змішаних бойових мистецтвах
| Результат | Противник        | Спосіб                            | Раунд | Час  | Дата            | Місце                     | Подія                              | Примітки                                                |
| --------- | ---------------- | --------------------------------- | ----- | ---- | --------------- | ------------------------- | ---------------------------------- | ------------------------------------------------------- |
| Поразка   | Крістіані Сантос | Технічний нокаут (удари кулаками) | 1     | 4:59 | 15 серпня 2009  | Сан-Хосе, Каліфорнія, США | «Strikeforce: Carano vs. Cyborg»   | Бій за титул чемпіонки у напівлегкій ваговій категорії. |
| Перемога  | Келлі Коболд     | Рішення суддів (одностайне)       | 3     | 3:00 | 4 жовтня 2008   | Санрайз, Флорида, США     | «EliteXC: Heat»                    |                                                         |
| Перемога  | Кейтлін Янг      | Технічний нокаут (рішення лікаря) | 2     | 3:00 | 31 травня 2008  | Ньюарк, Нью-Джерсі, США   | «EliteXC: Primetime»               |                                                         |
| Перемога  | Тоня Евінджер    | Підкорення (задушення руками)     | 1     | 2:53 | 15 вересня 2007 | Оаху, Гаваї, США          | «EliteXC: Uprising»                |                                                         |
| Перемога  | Джулі Кедзі      | Рішення суддів (одностайне)       | 3     | 3:00 | 10 лютого 2007  | Саутхевен, Міссісіпі, США | «EliteXC: Destiny»                 |                                                         |
| Перемога  | Елайна Максвелл  | Рішення суддів (одностайне)       | 3     | 2:00 | 8 грудня 2006   | Сан-Хосе, Каліфорнія, США | «Strikeforce: Triple Threat»       |                                                         |
| Перемога  | Розі Секстон     | Нокаут (удар кулаком)             | 2     | 4:55 | 15 вересня 2006 | Лас-Вегас, Невада, США    | «World Pro Fighting Championships» |                                                         |
| Перемога  | Летиція Пестова  | Нокаут (удари ліктями)            | 1     | 0:39 | 10 червня 2006  | Лас-Вегас, Невада, США    | «WEF: Orleans Arena»               |                                                         |